# 小野邦久
小野 邦久（おの くにひさ、1941年（昭和16年）5月26日 - ）は、日本の建設・国土交通官僚、経営者。東日本建設業保証社長、国土交通事務次官、都市再生機構理事長、不動産適正取引推進機構理事長を歴任。東京都出身。瑞宝重光章。

## 略歴
1964年（昭和39年）に東京大学法学部を卒業し、建設省に入省。建設経済局長、大臣官房総務審議官、官房長を歴任。1999年（平成11年）に建設事務次官に就任し、2001年（平成13年）には初代の国土交通事務次官となる。

### 退官後
退官後は不動産適正取引推進機構理事長を経て、2005年（平成17年）都市再生機構理事長に就任。その後、東日本建設業保証株式会社の顧問に就き、2009年（平成21年）から同社の社長を務め、相談役を経て、2021年(令和3年)、顧問に就任する。

## 年譜
- 1963年（昭和38年）9月 国家公務員上級甲種試験（法律）に合格[3]
- 1964年（昭和39年）3月 東京大学法学部卒業[1]
- 1964年（昭和39年）4月 建設省入省[1]
- 計画局建設業課紛争調整官[4]、建設経済局建設業課長[5]、大臣官房会計課長[1]等を経て、
- 1991年（平成3年） 建設大臣官房審議官[1]
- 1993年（平成5年）7月 建設省建設経済局長[1]
- 1995年（平成7年）6月 建設大臣官房総務審議官[1]
- 1996年（平成8年）7月 建設大臣官房長[1]
- 1999年（平成11年）7月 建設事務次官[1]
- 2001年（平成13年）1月 国土交通事務次官[1]
- 2002年（平成14年）6月 財団法人不動産適正取引推進機構理事長[2]
- 2005年（平成17年）10月 独立行政法人都市再生機構理事長[2]
- 2008年（平成20年）9月 東日本建設業保証株式会社顧問[2]
- 2009年（平成21年）6月 東日本建設業保証株式会社取締役社長[2]
- 2013年（平成25年）6月 東日本建設業保証株式会社相談役[6]
- 2014年 (平成26年) 4月 春の叙勲で瑞宝重光章を受章[7]
- 2016年（平成28年）10月 一般財団法人戸田みらい基金理事[8]